# Dejan Ivanov
Dejan Ivanov, (en bulgare : Деян Иванов), né le 18 mars 1986 à Varna, en Bulgarie, est un joueur bulgare de basket-ball, évoluant aux postes d'ailier fort et de pivot. Il est le frère jumeau du basketteur Kaloyan Ivanov.

## Carrière
Lors de la saison 2013-2014, Ivanov est nommé meilleur joueur de la Liga ACB lors des 10e et 14e journées.